# Подушка породна
Подушка породна (рос. подушка породная, англ. rock cushion, protect-layer of rock, rock pad, нім. Bergekissen n, Gesteinskissen n, Gesteinsbett n, Bergepolster n, Gesteinspolster n) – у прохідницьких роботах – шар грудкуватої гірської породи, штучно створюваний на щиті після закінчення його монтажу і призначений для зменшення динамічного навантаження на щит у початковий період його роботи.